# Roger De Vlaeminck
Roger De Vlaeminck (nascido em 24 de agosto de 1947) é um ex-ciclista profissional belga, entre 1969 e 1984, durante os quais alcançou 257 vitórias. Competiu nos Jogos Olímpicos de Verão de 1968 na prova de estrada individual e terminou em décimo oitavo lugar.